# フジテレビの日
『フジテレビの日』（ふじてれびのひ）とは、フジテレビが制定した記念日である。

## 概要
1988年8月8日に、フジテレビのキーIDが8チャンネルであるため、それにちなんでフジテレビが制定した。また、準キー局でキーIDが8チャンネルであることから、これと類似した『関西テレビの日』という記念日もある。
1988年（昭和63年）8月8日（月曜日）、「“誠に勝手ながら、8月8日は『フジテレビの日』とさせていただきます”」というCMが放映され、午前8時8分（『ひらけ!ポンキッキ』放送中）に『フジテレビの日』を盛大に祝った。1996年（平成8年）8月10日には系列局で同じチャンネル番号の関西テレビでも同様に特番を組んだ。
本社が河田町にあった当時は、構内を一般開放するファン感謝イベント・「フジテレビまつり」が開催され、フジテレビ社員が社屋を案内する「縄電車ツアー」が人気を博した。
2003年よりフジテレビで毎年夏開催の大型イベントにて特別なイベントが開催されている。

## フジテレビの日の特別番組

### 1993年
- カルトQ特別編 フジテレビの日スペシャル（1993年8月8日）

### 1996年
- 888フジテレビまつり（1996年8月8日、平成8年8月8日のトリプル8にちなんで）
  - この年は「平成8年8月8日」と「8」が3つ並ぶ事、さらに翌年春に河田町からお台場への移転を控え、河田町で迎える最後のフジテレビの日となるのを記念して、「888フジテレビまつり」として開催された。
  - Super Kids Zone ポンキッキーズ ひまわりキャラバン フジテレビの日スペシャル - 8:00 - 8:30（JST）で放送。完成したばかりのお台場・FCGビル（現社屋）前に特設ステージを組み公開生放送された。平成8年8月8日8時8分8秒と8が6つ並びの瞬間を迎える盛大なカウントダウンが行われた他、P-kiesメドレーを歌うスペシャルライブを行った。
  - ビッグトゥデイ ありがとう河田町 帰ってきた!3時のあなた - 通常のレギュラー放送枠である14:00 - 15:55に放送。『3時のあなた』の復活企画として歴代司会者が一堂に会し、当時の映像を交えながら思い出を語り合った。また、この日に渥美清の死去が明らかになったこともあり、『3時のあなた』司会者もコメントを求められている。
  - BAN!BAN!みせます!フジテレビまつり - 16:00 - 18:00（JST）で放送。『復活! 夕やけニャンニャン』では、9年振りに再結成されたおニャン子クラブと、『夕やけニャンニャン』初代司会者・片岡鶴太郎が出演、『郁恵VS井森料理対決』では、『郁恵・井森のお料理BAN!BAN!』司会の榊原郁恵と井森美幸が料理勝負を行う。他に再結成されたビューティ・ペアも出演。関東ローカルでの放送であり、関西テレビでは独自の内容の自社制作特番『ピーチクパーク88祭り生ワイド』を同じ時間に放送した。
  - FNS888まつり 夏休み!祭りだ!ワッショイ! - 19:00 - 21:54（JST）で放送。『オレたちひょうきん族』出演者が集まった「ひょうきん族同窓会」、『スター千一夜』の名場面を振り返る「豪華! スター千一夜」、『サザエさん』キャラと『ちびまる子ちゃん』キャラによる「アニメ合唱」、FCGビルの屋上庭園に設置された特設ステージからシャ乱Qと安室奈美恵のライブ、『地上最大のクイズ』復刻版（ただし番組セットは再現されず）、『夜のヒットスタジオ』冒頭の「メドレー」を『ものまね王座決定戦』のものまねタレントで再現[1]（一部本人も参加。画面右下には『ヒットスタジオ』からの元ネタ映像、また『ものまね王座』ではさんまの参加場面も放送）などで構成。こちらでも午後8時8分8秒を祝うカウントダウンが行われた。司会は明石家さんまと内田有紀。なおかつて同局で放送された『祭りだ!ワッショイ!』とは関係無い。

### 1997年
- 中村雅俊のゼッタイ!知りたがり フジテレビの日スペシャル（1997年8月8日）
- ドラマスペシャル 白線流し 19の春（同上）

### 2000年
- 祝!30回記念 志村けんのバカ殿様スペシャル（2000年8月8日）

### 2001年
- 明石家マンション物語 8月8日88回88分スペシャル（2001年8月8日）

### 2005年
- F2スマイル フジテレビの日祭り（2005年8月8日）

### 2010年
- サザエさん アニメとドラマで2時間半スペシャル2（2010年8月8日）

### 2011年
- SMAP×SMAP 歌って笑って暑さを吹っ飛ばせスペシャル（2011年8月8日）

### 2012年
- 2012 FNSうたの夏まつり（2012年8月8日）

### 2013年
- VS嵐 - 『フジテレビの日特別企画』としてフジテレビアナウンサー陣が対戦ゲストとして出演。（2013年8月8日）

### 2014年
- 剣客商売スペシャル（2014年8月8日）

### 2016年
- 夏休み超特急8号車の日一挙放送前編（2016年8月8日、フジテレビNEXTで放送）

### 2018年
- 何だコレ!?&林修ドリル 日本のナゾを解明!合体SP（2018年8月8日、平成最後のフジテレビの日）
- 梅沢富美男のズバッと聞きます!スペシャル（同上）

### 2020年
- 超逆境クイズバトル!!99人の壁 真夏の音楽SP（2020年8月8日）

### 2021年
- 黄色いハンカチ突撃隊 2時間SP（2021年8月8日）

### 2022年
- ラヴィット!（TBS系列、2022年8月8日）
  - フジテレビとは別系列であるにもかかわらず、オープニングのテーマを「フジテレビの日」として特集[2]。「楽しくなければテレビじゃない」にちなみ、「オススメの楽しいもの」を紹介した。

### 2023年
- ぽかぽか - 近藤サト・小島奈津子が「ぽいぽいトーク」のゲスト（2023年8月8日）
- 潜在能力テストスペシャル（同上）
- ラヴィット!（TBS系列、同上）
  - 2年連続で、オープニングのテーマを「フジテレビの日」として特集し、やはり「オススメの楽しいもの」を紹介した。さらには、局の垣根を超えてガチャピンとムックが出演した[注釈 2][3]。

## 2024年
- ラヴィット!（TBS系列、2024年8月8日） - 前年同様、ガチャピンとムックが局の垣根を超えてゲスト出演。
- ミュージックジェネレーションスペシャル（同上）

## 2025年
- ラヴィット!（TBS系列、2025年8月8日） - 前々年・前年同様、ガチャピンとムックが局の垣根を超えてゲスト出演。
- ザ!戦後80年の映像遺産SP 池上彰×加藤浩次の運命の転換点（同上）

## 関連作品
- やさしい、いい娘になれない（歌：日髙のり子（天道あかね、『らんま1/2』）） 
  - 8月8日がフジテレビの日であることが歌われている。